# مايكون ماركيز
مايكون ماركيز بيتنكورت ((بالبرتغالية: Maicon Marques Bitencourt)؛ مواليد 18 فبراير 1990 في ريو دي جانيرو، البرازيل)، المعروف ببساطة باسم مايكون، هو لاعب كرة قدم برازيلي يلعب كجناح. مثّل منتخب البرازيل لكرة القدم فئة الشباب. بدأ مايكون ماركيز مسيرته الرياضية عام 2009 مع نادي فلومينينسي.

## روابط خارجية
- مايكون ماركيز على موقع الاتحاد الدولي (مؤرشف)  (الإنجليزية)
- مايكون ماركيز على موقع اتحاد تركيا (لاعب) (الإنجليزية)
- مايكون ماركيز على موقع قاعدة بيانات كرة القدم.إي يو (الإنجليزية)
- مايكون ماركيز على موقع Soccerway.com (الإنجليزية)
- مايكون ماركيز على موقع عالم كرة القدم.نت (الإنجليزية)
- مايكون ماركيز على موقع AS.com (الإسبانية)